# Buccheri
Buccheri é uma comuna italiana da região da Sicília, província de Siracusa, com cerca de 2 320 habitantes. Estende-se por uma área de 57,43 km², tendo uma densidade populacional de 41 hab/km². Faz fronteira com Buscemi, Carlentini, Ferla, Francofonte, Giarratana (RG), Vizzini (CT).

## Demografia
| Variação demográfica do município entre 1861 e 2011                               |
|                                                                                   |
| Fonte: Istituto Nazionale di Statistica (ISTAT) - Elaboração gráfica da Wikipedia |